# 逢いにゆきたいの
《逢いにゆきたいの》（英語: I Want To Go To See You） は、香港出身の歌手、ビビアン・チョウ の日本における2枚目の日本語の3インチ・マキシ・シングル。このシングルは1997年2月26日にトーラスレコードにリリースされた。

## 解説
香港の美人シンガーの日本で発売された2nd日本語の3インチ・マキシ・シングル。はテレサ・テン 「別れの予感」をカヴァー収録。
翌98年には『逢いにゆきたいの』の 広東語ヴァージョン 『男女之間』を発売しし。

## 収録曲
| #  | タイトル                                    | 作詞 | 作曲 |
| -- | ------------------------------------------- | ---- | ---- |
| 1. | 「逢いにゆきたいの」                        |      |      |
| 2. | 「別れの予感」                              |      |      |
| 3. | 「逢いにゆきたいの (オリジナル・カラオケ)」 |      |      |
| 4. | 「別れの予感 (オリジナル・カラオケ）」      |      |      |